# Жданові
Жданові (груз. ჟდანოვი) — село в Грузії.
За даними перепису населення 2014 року в селі проживає 393 особи.